# Теракт на вокзале в Урумчи
Террористический акт на вокзале в Урумчи произошёл 30 апреля 2014 года в столице Синьцзян-Уйгурского автономного района на западе Китайской Народной Республики.

## Нападение
30 апреля 2014 года, около 19:10 по местному времени (15:10 мск) на Южном железнодорожном вокзале Урумчи, административном центре Синьцзян-Уйгурского автономного района КНР, между выходом для пассажиров и автобусной остановкой, где лежит багаж, когда на платформу прибыл состав К453 из Чэнду произошёл подрыв взрывного устройства, после чего неизвестные набросились на пассажиров с ножами. Ситуация была взята под контроль, к 20:30 вокзал и прилегающая к нему площадь были оцеплены, началась эвакуация, а движение поездов было остановлено. Первоначально поступали сведения о 50 раненых. Потом информация была уточнена: три человека погибли, ещё 79 получили ранения. Двое погибших были террористами, а третий человек — случайным прохожим. К 21 часу по местному времени (17 часов мск) оцепление было снято, доступ к вокзалу был разрешён.
Нападение произошло в последний день визита председателя КНР Си Цзиньпина, в ходе которого он пообещал усилить борьбу с терроризмом, сказав, что
Долгосрочная стабильность Синьцзяна является жизненно важной для реформ, развития и стабильности всей страны, для единства, межнационального согласия и национальной безопасности, а также великого возрождения китайской нации.
1 мая здесь должна была состояться церемония открытия трех железнодорожных путей между Урумчи и другими городами автономного района.

## Реакция
Председатель КНР Си Цзиньпин сказал, что «необходимо предпринять решительные меры, чтобы подавить разгул терроризма», и приложить «все усилия для оказания помощи раненым»:
В регионе должна быть обеспечена социальная стабильность и безопасность всех этнических групп, их нормальная жизнь и рабочая деятельность. Борьба против насилия и терроризма не позволяет расслабиться ни на минуту и для подавления деятельности террористов необходимо принять решительные шаги.
В ходе расследования, полиция установила, что к нападению причастна экстремистская организация «Исламское движение Восточного Туркестана».